# Llista d'asteroides/165901-166000
| Nom      | Designació provisional | Data de descobriment   | Lloc de descobriment | Descobridor/s        |
| -------- | ---------------------- | ---------------------- | -------------------- | -------------------- |
| 165901 - | 2001 SZ303             | 20 de setembre de 2001 | Socorro              | LINEAR               |
| 165902 - | 2001 SQ307             | 21 de setembre de 2001 | Socorro              | LINEAR               |
| 165903 - | 2001 SS307             | 21 de setembre de 2001 | Socorro              | LINEAR               |
| 165904 - | 2001 SJ311             | 19 de setembre de 2001 | Socorro              | LINEAR               |
| 165905 - | 2001 ST314             | 23 de setembre de 2001 | Socorro              | LINEAR               |
| 165906 - | 2001 SM323             | 25 de setembre de 2001 | Socorro              | LINEAR               |
| 165907 - | 2001 SC329             | 19 de setembre de 2001 | Socorro              | LINEAR               |
| 165908 - | 2001 SH334             | 19 de setembre de 2001 | Palomar              | NEAT                 |
| 165909 - | 2001 SN344             | 23 de setembre de 2001 | Palomar              | NEAT                 |
| 165910 - | 2001 TG5               | 10 d'octubre de 2001   | Palomar              | NEAT                 |
| 165911 - | 2001 TD7               | 10 d'octubre de 2001   | Palomar              | NEAT                 |
| 165912 - | 2001 TE7               | 11 d'octubre de 2001   | San Marcello         | L. Tesi, M. Tombelli |
| 165913 - | 2001 TF8               | 9 d'octubre de 2001    | Socorro              | LINEAR               |
| 165914 - | 2001 TE31              | 14 d'octubre de 2001   | Socorro              | LINEAR               |
| 165915 - | 2001 TK54              | 14 d'octubre de 2001   | Socorro              | LINEAR               |
| 165916 - | 2001 TD55              | 14 d'octubre de 2001   | Socorro              | LINEAR               |
| 165917 - | 2001 TT64              | 13 d'octubre de 2001   | Socorro              | LINEAR               |
| 165918 - | 2001 TA122             | 15 d'octubre de 2001   | Socorro              | LINEAR               |
| 165919 - | 2001 TL125             | 12 d'octubre de 2001   | Haleakala            | NEAT                 |
| 165920 - | 2001 TL129             | 15 d'octubre de 2001   | Kitt Peak            | Spacewatch           |
| 165921 - | 2001 TQ132             | 12 d'octubre de 2001   | Haleakala            | NEAT                 |
| 165922 - | 2001 TK144             | 10 d'octubre de 2001   | Palomar              | NEAT                 |
| 165923 - | 2001 TM144             | 10 d'octubre de 2001   | Palomar              | NEAT                 |
| 165924 - | 2001 TG147             | 10 d'octubre de 2001   | Palomar              | NEAT                 |
| 165925 - | 2001 TQ162             | 11 d'octubre de 2001   | Palomar              | NEAT                 |
| 165926 - | 2001 TG164             | 11 d'octubre de 2001   | Palomar              | NEAT                 |
| 165927 - | 2001 TA178             | 14 d'octubre de 2001   | Socorro              | LINEAR               |
| 165928 - | 2001 TS196             | 15 d'octubre de 2001   | Palomar              | NEAT                 |
| 165929 - | 2001 TC211             | 13 d'octubre de 2001   | Palomar              | NEAT                 |
| 165930 - | 2001 TV211             | 13 d'octubre de 2001   | Kitt Peak            | Spacewatch           |
| 165931 - | 2001 TF212             | 13 d'octubre de 2001   | Palomar              | NEAT                 |
| 165932 - | 2001 TB226             | 14 d'octubre de 2001   | Palomar              | NEAT                 |
| 165933 - | 2001 UJ14              | 24 d'octubre de 2001   | Socorro              | LINEAR               |
| 165934 - | 2001 UY21              | 17 d'octubre de 2001   | Socorro              | LINEAR               |
| 165935 - | 2001 UU22              | 18 d'octubre de 2001   | Socorro              | LINEAR               |
| 165936 - | 2001 UK30              | 16 d'octubre de 2001   | Socorro              | LINEAR               |
| 165937 - | 2001 UV31              | 16 d'octubre de 2001   | Socorro              | LINEAR               |
| 165938 - | 2001 UP40              | 17 d'octubre de 2001   | Socorro              | LINEAR               |
| 165939 - | 2001 UN98              | 17 d'octubre de 2001   | Socorro              | LINEAR               |
| 165940 - | 2001 UN103             | 20 d'octubre de 2001   | Socorro              | LINEAR               |
| 165941 - | 2001 UK110             | 21 d'octubre de 2001   | Socorro              | LINEAR               |
| 165942 - | 2001 UB125             | 22 d'octubre de 2001   | Palomar              | NEAT                 |
| 165943 - | 2001 UD147             | 23 d'octubre de 2001   | Socorro              | LINEAR               |
| 165944 - | 2001 UV155             | 23 d'octubre de 2001   | Socorro              | LINEAR               |
| 165945 - | 2001 UQ169             | 20 d'octubre de 2001   | Socorro              | LINEAR               |
| 165946 - | 2001 UL197             | 19 d'octubre de 2001   | Palomar              | NEAT                 |
| 165947 - | 2001 VD117             | 12 de novembre de 2001 | Socorro              | LINEAR               |
| 165948 - | 2001 VG126             | 14 de novembre de 2001 | Kitt Peak            | Spacewatch           |
| 165949 - | 2001 WY1               | 18 de novembre de 2001 | Socorro              | LINEAR               |
| 165950 - | 2001 WG5               | 21 de novembre de 2001 | Socorro              | LINEAR               |
| 165951 - | 2001 WK69              | 20 de novembre de 2001 | Socorro              | LINEAR               |
| 165952 - | 2001 WN92              | 21 de novembre de 2001 | Socorro              | LINEAR               |
| 165953 - | 2001 XT18              | 9 de desembre de 2001  | Socorro              | LINEAR               |
| 165954 - | 2001 XP46              | 9 de desembre de 2001  | Socorro              | LINEAR               |
| 165955 - | 2001 XO62              | 14 de desembre de 2001 | Kitt Peak            | Spacewatch           |
| 165956 - | 2001 XM68              | 10 de desembre de 2001 | Socorro              | LINEAR               |
| 165957 - | 2001 XT87              | 13 de desembre de 2001 | Socorro              | LINEAR               |
| 165958 - | 2001 XR103             | 14 de desembre de 2001 | Socorro              | LINEAR               |
| 165959 - | 2001 XK111             | 11 de desembre de 2001 | Socorro              | LINEAR               |
| 165960 - | 2001 XR157             | 14 de desembre de 2001 | Socorro              | LINEAR               |
| 165961 - | 2001 XV164             | 14 de desembre de 2001 | Socorro              | LINEAR               |
| 165962 - | 2001 XM168             | 14 de desembre de 2001 | Socorro              | LINEAR               |
| 165963 - | 2001 XS168             | 14 de desembre de 2001 | Socorro              | LINEAR               |
| 165964 - | 2001 XT173             | 14 de desembre de 2001 | Socorro              | LINEAR               |
| 165965 - | 2001 XT184             | 14 de desembre de 2001 | Socorro              | LINEAR               |
| 165966 - | 2001 XP190             | 14 de desembre de 2001 | Socorro              | LINEAR               |
| 165967 - | 2001 XN199             | 14 de desembre de 2001 | Socorro              | LINEAR               |
| 165968 - | 2001 XB210             | 11 de desembre de 2001 | Socorro              | LINEAR               |
| 165969 - | 2001 XN213             | 11 de desembre de 2001 | Socorro              | LINEAR               |
| 165970 - | 2001 XH232             | 15 de desembre de 2001 | Socorro              | LINEAR               |
| 165971 - | 2001 XL237             | 15 de desembre de 2001 | Socorro              | LINEAR               |
| 165972 - | 2001 XE242             | 14 de desembre de 2001 | Socorro              | LINEAR               |
| 165973 - | 2001 XT251             | 14 de desembre de 2001 | Socorro              | LINEAR               |
| 165974 - | 2001 XP260             | 10 de desembre de 2001 | Socorro              | LINEAR               |
| 165975 - | 2001 YH4               | 23 de desembre de 2001 | Kitt Peak            | Spacewatch           |
| 165976 - | 2001 YP27              | 18 de desembre de 2001 | Socorro              | LINEAR               |
| 165977 - | 2001 YO31              | 18 de desembre de 2001 | Socorro              | LINEAR               |
| 165978 - | 2001 YL85              | 18 de desembre de 2001 | Socorro              | LINEAR               |
| 165979 - | 2001 YR88              | 18 de desembre de 2001 | Socorro              | LINEAR               |
| 165980 - | 2001 YZ89              | 18 de desembre de 2001 | Socorro              | LINEAR               |
| 165981 - | 2001 YR90              | 18 de desembre de 2001 | Socorro              | LINEAR               |
| 165982 - | 2001 YM96              | 18 de desembre de 2001 | Palomar              | NEAT                 |
| 165983 - | 2001 YY99              | 17 de desembre de 2001 | Socorro              | LINEAR               |
| 165984 - | 2001 YK109             | 18 de desembre de 2001 | Socorro              | LINEAR               |
| 165985 - | 2001 YR114             | 19 de desembre de 2001 | Palomar              | NEAT                 |
| 165986 - | 2001 YZ116             | 18 de desembre de 2001 | Socorro              | LINEAR               |
| 165987 - | 2001 YJ127             | 17 de desembre de 2001 | Socorro              | LINEAR               |
| 165988 - | 2001 YQ138             | 18 de desembre de 2001 | Kitt Peak            | Spacewatch           |
| 165989 - | 2001 YE139             | 23 de desembre de 2001 | Kitt Peak            | Spacewatch           |
| 165990 - | 2001 YO148             | 18 de desembre de 2001 | Socorro              | LINEAR               |
| 165991 - | 2001 YL149             | 19 de desembre de 2001 | Palomar              | NEAT                 |
| 165992 - | 2001 YY156             | 17 de desembre de 2001 | Socorro              | LINEAR               |
| 165993 - | 2002 AN6               | 9 de gener de 2002     | Oaxaca               | J. M. Roe            |
| 165994 - | 2002 AO20              | 6 de gener de 2002     | Haleakala            | NEAT                 |
| 165995 - | 2002 AS23              | 5 de gener de 2002     | Haleakala            | NEAT                 |
| 165996 - | 2002 AH30              | 9 de gener de 2002     | Socorro              | LINEAR               |
| 165997 - | 2002 AP31              | 9 de gener de 2002     | Socorro              | LINEAR               |
| 165998 - | 2002 AH34              | 12 de gener de 2002    | Kitt Peak            | Spacewatch           |
| 165999 - | 2002 AR45              | 9 de gener de 2002     | Socorro              | LINEAR               |
| 166000 - | 2002 AO47              | 9 de gener de 2002     | Socorro              | LINEAR               |